# Boletellus emodensis
Bolet chrysanthème
 (janvier 2023).
La mise en forme du texte ne suit pas les recommandations de Wikipédia : il faut le « wikifier ».
Les points d'amélioration suivants sont les cas les plus fréquents. Le détail des points à revoir est peut-être précisé sur la page de discussion.
- Les titres sont pré-formatés par le logiciel. Ils ne sont ni en capitales, ni en gras.
- Le texte ne doit pas être écrit en capitales (les noms de famille non plus), ni en gras, ni en italique, ni en « petit »…
- Le gras n'est utilisé que pour surligner le titre de l'article dans l'introduction, une seule fois.
- L'italique est rarement utilisé : mots en langue étrangère, titres d'œuvres, noms de bateaux, etc.
- Les citations ne sont pas en italique mais en corps de texte normal. Elles sont entourées par des guillemets français : « et ».
- Les listes à puces sont à éviter, des paragraphes rédigés étant largement préférés. Les tableaux sont à réserver à la présentation de données structurées (résultats, etc.).
- Les appels de note de bas de page (petits chiffres en exposant, introduits par l'outil «  Source ») sont à placer entre la fin de phrase et le point final[comme ça].
- Les liens internes (vers d'autres articles de Wikipédia) sont à choisir avec parcimonie. Créez des liens vers des articles approfondissant le sujet. Les termes génériques sans rapport avec le sujet sont à éviter, ainsi que les répétitions de liens vers un même terme.
- Les liens externes sont à placer uniquement dans une section « Liens externes », à la fin de l'article. Ces liens sont à choisir avec parcimonie suivant les règles définies. Si un lien sert de source à l'article, son insertion dans le texte est à faire par les notes de bas de page.
- La présentation des références doit suivre les conventions bibliographiques. Il est recommandé d'utiliser les modèles {{Ouvrage}}, {{Chapitre}}, {{Article}}, {{Lien web}} et/ou {{Bibliographie}}. Le mode d'édition visuel peut mettre en forme automatiquement les références.
- Insérer une infobox (cadre d'informations à droite) n'est pas obligatoire pour parachever la mise en page.

Pour une aide détaillée, merci de consulter Aide:Wikification.
Si vous pensez que ces points ont été résolus, vous pouvez retirer ce bandeau et améliorer la mise en forme d'un autre article.
Espèce
Boletellus emodensis, de son nom scientifique japonais : キクバナイグチ（Kikubana-iguchi, 菊花猪口) ou Bolet chrysanthème, est une espèce de champignons du genre Boletellus dans la famille des Boletaceae. Ce curieux champignon en forme de bouton floral, décrit pour la première fois en 1851 par le mycologue américain Miles Joseph Berkeley, avant d'être transféré dans le genre Boletellus par Rolf Singer en 1942.

## Statut nomenclatural
Binôme actuel : Boletellus emodensis (Berkeley) Singer (1942), 
Basionyme : Boletus emodensis Berkeley (1851) , in W.J. Hooker, Journal of botany and Kew Garden miscellany, 3, p. 48, tab. 3  
Principaux synonymes : 
- Strobilomyces annamiticus Pat. 1909 ;
- Boletellus floriformis Imaz. 1952 ;
- Boletellus ananas (Curt.) Murill ss. Hongo in Imazeki et al. 1970 ;
- Boletellus annamiticus (Pat.) E.-J. Gilbert 1931 ;

- ? Strobilomyces pallescens ss. Yasuda 1916
- Boletus squamatus  Berkeley (1852) , in W.J. Hooker, Journal of botany and Kew Garden miscellany, 4, p. 137
- Boletus verrucarius  Berkeley (1854) , in W.J. Hooker, Journal of botany and Kew Garden miscellany, 6, p. 135
- Suillus emodensis (Berkeley) Kuntze (1898) , Revisio generum plantarum, 3, p. 535
- Suillus verrucarius (Berkeley) Kuntze (1898) , Revisio generum plantarum, 3, p. 536
- Suillus squamatus   (Berkeley) Kuntze (1898) , Revisio generum plantarum, 3, p. 536
- Strobilomyces annamiticus Patouillard (1909) , Bulletin de la Société mycologique de France, 25(1), p. 6
- Strobilomyces porphyrius Patouillard & C.F. Baker (1918) , Journal of the straits branch of the royal asiatic Society, 78, p. 72
- Boletellus porphyrius (Patouillard & C.F. Baker) E.-J. Gilbert (1931) , Les Bolets. Les livres du mycologue, 3, p. 107
- Boletellus annamiticus (Patouillard) E.-J. Gilbert (1931) , Les Bolets. Les livres du mycologue, 3, p. 107
- Boletellus emodensis (Berkeley) Singer (1942) , Annales mycologici, edii in notitiam scientiae mycologicae universalis, 40(1-2), p. 19  (nom actuel)
- Boletellus squamatus (Berkeley) Singer (1955) , Sydowia : Annales mycologici, editi in notitiam scientiae mycologicae universalis, series II, 9(1-6), p. 424
- Boletellus verrucarius (Berkeley) Singer (1962) [1961], Sydowia : Annales mycologici, editi in notitiam scientiae mycologicae universalis, series II, 15(1-6), p. 83

## Description

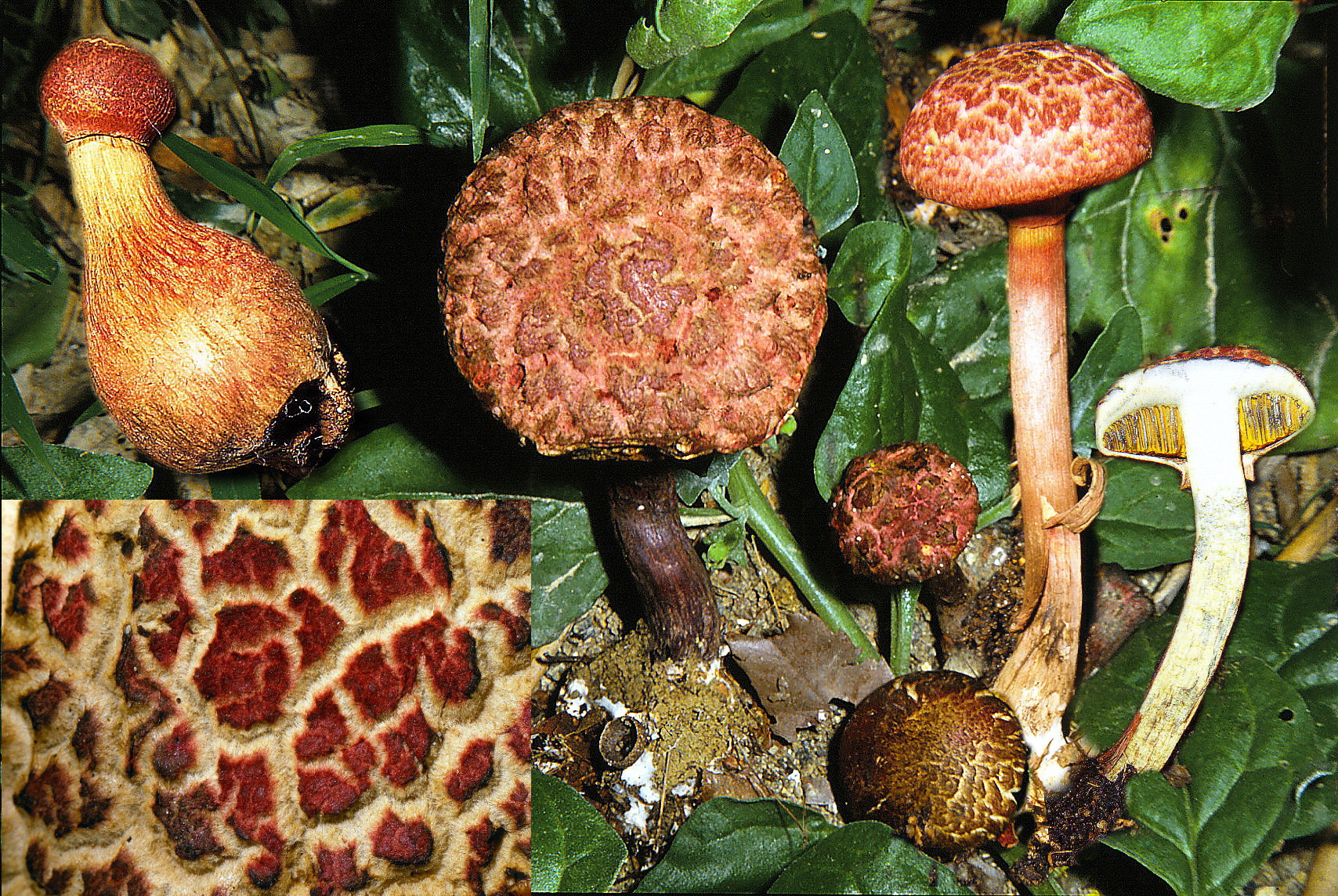
Boletellus emodensis, Bolet hirsute, Bolet chrysanthème (キクバナイグチ) Japon

- Chapeau 5-10 cm, hémisphérique puis convexe à plan-convexe, à revêtement sec, épais et séparable, d'abord densément couvert d'un tomentum squamuleux, constitué de mèches apprimées de 2-6 mm de largeur, habituellement rouge vineux foncé, plus rarement teinté de rose (le contexte contrastant en rouge pâle à blanchâtre sale, les squames pâlissant dans la vieillesse en perdant leur tons rougeâtres pour un brun grisâtre), bientôt se fissurant, avec le déploiement du chapeau, en plaques plus ou moins grandes sur toute la surface, qui confère à l'ensemble un aspect de chrysanthème ou d'ananas (Strobilomyces). Marge appendiculée par d'importants vestiges du voile qui recouvre entièrement l'hyménophore chez le jeune[2],[3],[4].
- Chair épaisse et ferme, fibreuse dans le stipe, jaunâtre pâle, bleuissant à la coupe. Odeur nulle, saveur douce[3],[5].
- Tubes adnés, 6-12 mm, jaune citrin, bleuissants instantanément au contact de l'air. Pores 0,5-1,2 mm de diamètre, arrondis puis anguleux, citrin vif, brunissants[2].

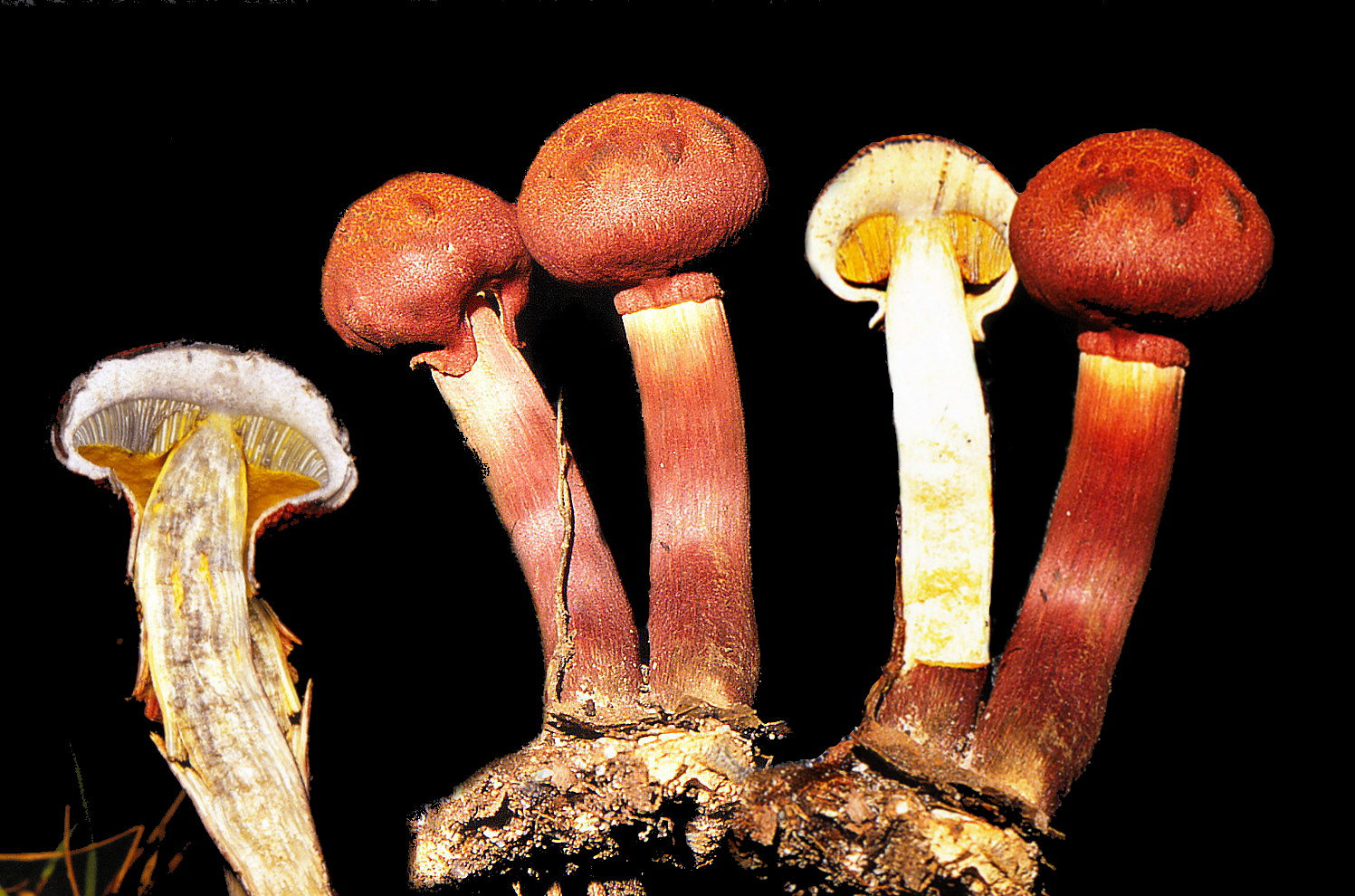
à l'état jeune

- Stipe 7-11 x 1-2,5 cm, quasi bulbeux à la base, souvent courbe, plein, ferme, strié longitudinalement, jaune olivacé au milieu, rougeâtre aux extrémités, bleuissant au froissement. Anneau subapical épais et tenace, retroussé aux abords du stipe[2].
- Saveur  douce, odeur imperceptible[3].
- Spores 0-24 x 8,5-12,5 µm, ellipsoïdes, striées de rainures longitudinales ou obliques.
- Habitat : Sous feuillus, chênes, pins. Himalaya, Inde, Chine, Malaisie, Bornéo, Nouvelle Guinée. Au Japon (Honshu, Shikoku et Kyûshu), vient en été et automne dans les bois mêlés de Pinus-Quercus, Abies-Castanopsis ou Castanopsis, généralement à terre, parfois sur branches mortes ou troncs vivants de Quercus et Cryptomeria (à moins d'1 m de hauteur), rarement sur les rochers moussus[2],[6].
- Comestibilité : Donné comme comestible à l'état jeune.
- Références bibliographiques : IH1 507 ; IOH p. 350 ; BMBDS 116 p. 13 ; BSMF 25 p. 6 (sub. nom. Strobilomyces annamiticus Pat. 1909) ;
- Commentaires : Plusieurs espèces très affines ont été décrites en zone subtropicale, notamment Boletellus ananas, du sud de l'Amérique du Nord, mais le bolet chrysanthème se distingue par ses tons vineux dans le chapeau et le stipe, et une spore plus grande[3].

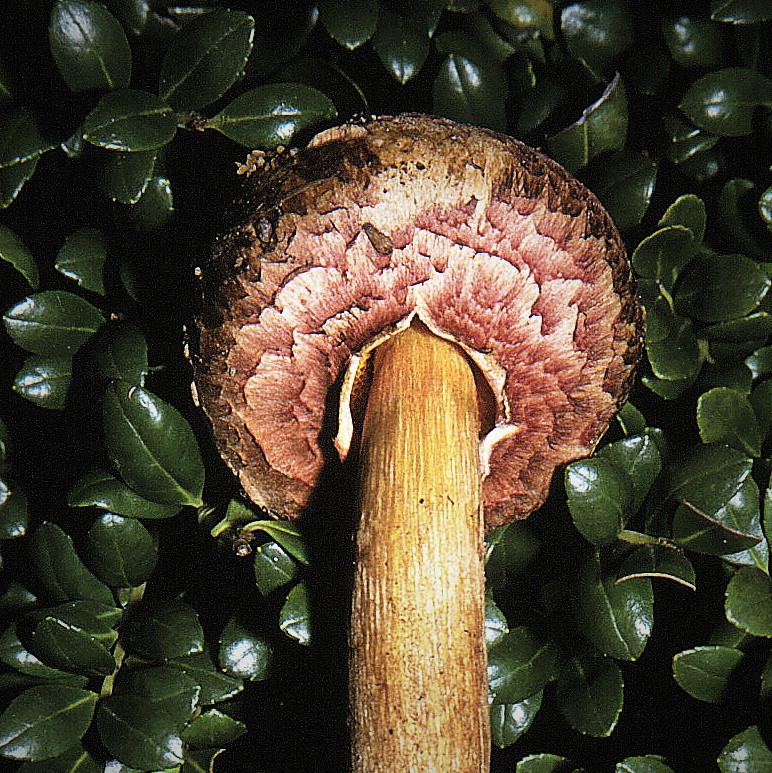
Ici on comprend l'épithète floriformis, en forme de fleur.

Une variété à squames plus petites et chair jaune vif a été signalée dans l'ouest de Honshu par Nagasawa en 1987.